# 대방천로
대방천로(大方川路, Daebangcheon-ro)는 서울특별시 영등포구 도림동 도림천고가도로와 신길동 대방천사거리를 잇는 대방천을 복개한 복개도로로, 총 연장은 2.6Km이다. 도림천고가도로에서 신길광장공원 교차로 구간은 서울특별시도 제90호선에 속한다.

## 주요 경유지
서울특별시
- 영등포구 도림동 - 신길동

## 노선
| 이름                    | 접속 노선       | 소재지          | 소재지          | 비고                       |
| 도림천로와 직결         | 도림천로와 직결 | 도림천로와 직결 | 도림천로와 직결 | 도림천로와 직결            |
| ----------------------- | --------------- | --------------- | --------------- | -------------------------- |
| 도림천고가도로          | 도림천로        | 서울특별시      | 영등포구        | 서울특별시도 제90호선 구간 |
| 신도림고가차도앞 교차로 | 도신로          | 서울특별시      | 영등포구        | 서울특별시도 제90호선 구간 |
| 성락빌딩앞 교차로       | 가마산로        | 서울특별시      | 영등포구        | 서울특별시도 제90호선 구간 |
| 신길광장공원 교차로     | 도림로          | 서울특별시      | 영등포구        | 서울특별시도 제90호선 구간 |
| 신길5동우체국 교차로    | 신길로          | 서울특별시      | 영등포구        |                            |
| 대방천사거리            | 여의대방로      | 서울특별시      | 영등포구        |                            |
| 여의대방로24길과 직결   |                 |                 |                 |                            |

## 주요 건물 및 시설

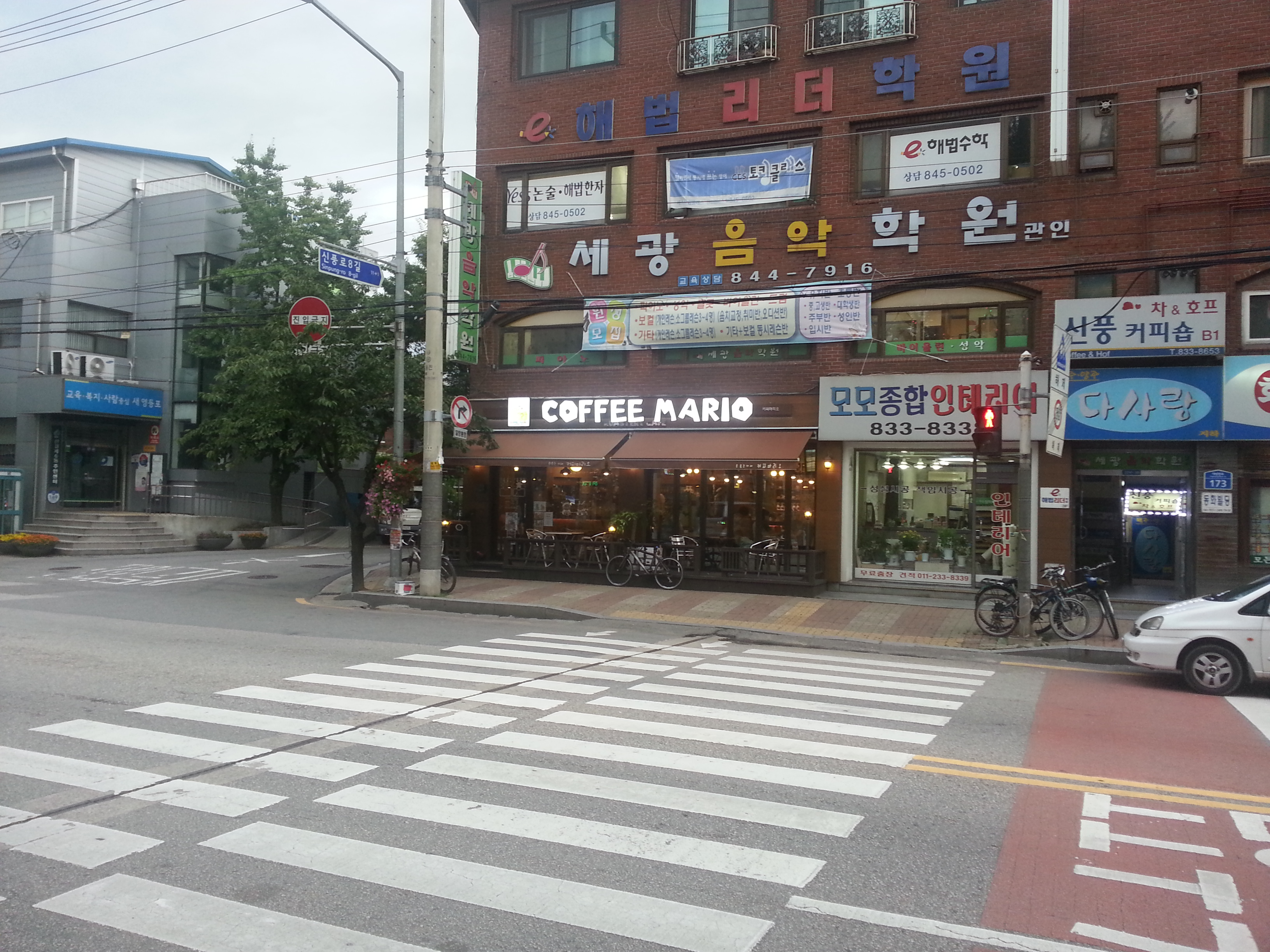
2014년 신길6동주민센터 부근 횡단보도

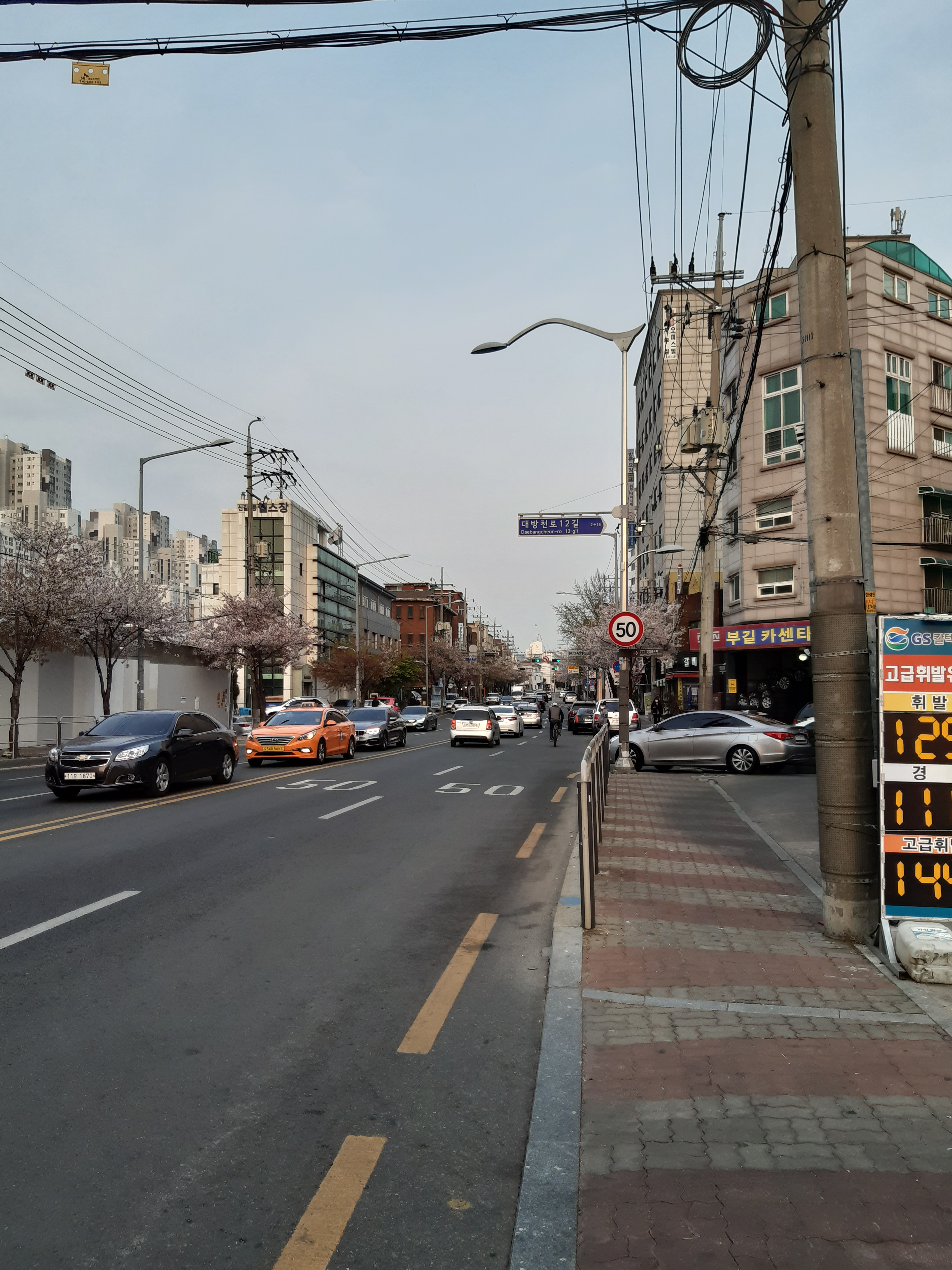
대방천로 (신길주유소사거리)

- 신길6동주민센터 (서울특별시 영등포구 대방천로 169)
- 신풍지구대 (서울특별시 영등포구 대방천로 195)
- 서울대길초등학교 (서울특별시 영등포구 대방천로 206)
- 동작세무서 (서울특별시 영등포구 대방천로 259)